# Momofuku Ando
Momofuku Ando (安藤 百福), nasceu como Gô Peh-hok (Kagi, 5 de março de 1910 — Ikeda, 5 de janeiro de 2007), foi o fundador e presidente da Nissin Food Products Co., Ltd., e o inventor do moderno macarrão instantâneo, popularmente conhecido no Brasil como "miojo".

## Biografia
Ando nasceu em Kagi (atualmente Chiayi), Taiwan e cresceu na cidade de Tainan. Em 1948, Momofuku Ando fundou o que viria a ser a Nissin em Ikeda, Osaka, Japão. Era uma pequena companhia de família, ainda.
Em 25 de Agosto de 1958, quando tinha 48 anos, depois de meses de tentativa e erro, Ando anunciou que, finalmente, aperfeiçoou o seu método de "fritura-relâmpago" que levou à invenção do macarrão instantâneo.

### Morte
Momofuku morreu aos 96 anos, em 5 de Janeiro de 2007, em Osaka em consequência de um ataque cardíaco.